# Laughing on the Outside
Laughing on the Outside è un album della cantante soul statunitense Aretha Franklin, pubblicato nel 1963 dalla Columbia Records.

## Tracce

### Lato A
1. Skylark (Johnny Mercer, Hoagy Carmichael)  - 2:49
2. For All We Know (Sam M. Lewis, J. Fred Coots)  - 3:25
3. Make Someone Happy (Betty Comden, Adolph Green, Julie Styne)  - 3:48
4. I Wonder (Where Are You Tonight) (Aretha Franklin, Ted White)  - 3:16
5. (In My) Solitude (Duke Ellington, Eddie DeLange, Irving Mills)  - 3:50
6. Laughing On The Outside (Bernie Wayne, Ben Raleigh)  - 3:14

### Lato B
1. Say It Isn't So (Irving Berlin)  - 3:05
2. Until The Real Thing Comes Along (Sammy Cahn, Saul Chaplin, L.E. Freeman)  - 3:04
3. If Ever I Would Leave You  - 4:04
4. Where Are You (Harold Adamson, Jimmy McHugh)  - 3:50
5. Mr. Ugly  - 3:22
6. I Wanna Be Around (Johnny Mercer, Sadie Vimmerstedt)  - 2:25